# Frasera gypsicola
Frasera gypsicola là một loài thực vật có hoa trong họ Long đởm. Loài này được (Barneby) D.M.Post mô tả khoa học đầu tiên năm 1958.